# Adolf Michaelis
Adolf Theodor Friedrich Michaelis (født 22. juni 1835 i Kiel, død 12. august 1910 i Strasbourg) var en tysk klassisk arkæolog.
Michaelis var fra 1872 professor i arkæologi ved universitetet i Strasbourg, fra 1874 medlem af centraldirektionen for det tyske arkæologiske institut. 1857—61 foretog han, til dels sammen med Alexander Conze, en studierejse i Grækenland og Italien. Hans hovedværker er: Parthenon (1871), Geschichte der deutschen archäologischen Instituts (1879), Ancient marbles in Great Britain (1882). Desuden har han besørget ny udgave af Otto Jahns bearbejdelse af flere oldtidsskrifter (Sofokles' Elektra, Apulejus' Psyche og Cupido, Pausanias' beskrivelse af Athens Akropolis), deltaget i udgivelsen af det store værk Die attischen Grabreliefs og forfattet en række værdifulde afhandlinger i videnskabelige tidsskrifter, således beretning om studierejsen i Grækenland (Annali dell' instituto, 1861), studier over de antikke amazonestatuer og undersøgelser over klassiske kunstværkers skæbne i renaissanceperioden og nyere tid (i Jahrbuch des deutschen archäologisehen Instituts).